# Eishockey-Bayernliga
Die Bayernliga ist im Eishockey die höchste Amateurspielklasse Bayerns. Aktuell spielen 16 Mannschaften um den Titel „Bayerischer Meister“ und die Teilnahme an den Aufstiegsspielen in die Oberliga. Ausrichter ist der Bayerische Eissportverband (BEV). Bayerische Eishockey Liga (BEL) ist eine Bezeichnung, die seit 2003 zusätzlich auf Anregung der Fans inoffiziell verwendet wird. Deutschlandweit ist die RL-Bayernliga derzeit die vierthöchste Spielklasse, unterhalb befindet sich die Landesliga Bayern.

## Saison 2025/26

### Teilnehmer
Nicht mehr dabei sind die Auf- und Absteiger der Vorsaison. Absteiger aus der Oberliga gibt es nicht. Neu in der Liga ist der Landesligaufsteiger ESV Burgau. 
| Verein                   | Stadion                                 | Saison 24/25 |
| ------------------------ | --------------------------------------- | ------------ |
| EHC Königsbrunn          | Hydro-Tech Eisarena                     | 2. BYL       |
| VfE Ulm/Neu-Ulm          | Eissportanlage am Donaubad              | 3. BYL       |
| EHC Waldkraiburg         | Raiffeisen Arena Waldkraiburg           | 4. BYL       |
| TEV Miesbach             | Eisstadion Miesbach                     | 5. BYL       |
| ERV Schweinfurt          | Icedome Schweinfurt                     | 6. BYL       |
| TSV Peißenberg           | Eissporthalle Peißenberg                | 7. BYL       |
| HC Landsberg             | Eissporthalle im Sportzentrum Landsberg | 8. BYL       |
| EHC Klostersee           | Eissporthalle Grafing                   | 9. BYL       |
| ESC Kempten              | ABW Arena Kempten                       | 10. BYL      |
| ERSC Amberg              | Eishalle Am Schanzl                     | 11. BYL      |
| ESC Riverrats Geretsried | Heinz-Schneider-Eisstadion              | 12. BYL      |
| EV Dingolfing            | Marco-Sturm-Eishalle Dingolfing         | 13. BYL      |
| EA Schongau              | Eisstadion Schongau                     | 14. BYL      |
| ESV Buchloe              | Eisstadion Buchloe                      | 15. BYL      |
| ESV Burgau               | Eisstadion Burgau                       | Meister BLL  |

## Meister der Bayernliga
- Vor Einführung der Bayernliga waren die Landesligameister von 1949 bis 1968 auch „Bayerischer Meister“.
- Für alle Bayerischen Meister, Vizemeister und Aufsteiger ab 1920 siehe Bayerische Meisterschaften.

| Saison  | Bayerischer Meister   | Liga |
| ------- | --------------------- | ---- |
| 1968/69 | EV Landshut 1b        | I V. |
| 1969/70 | EHC Klostersee        | I V. |
| 1970/71 | TSV Peißenberg        | I V. |
| 1971/72 | SC Reichersbeuern     | I V. |
| 1972/73 | EHC 70 München        | I V. |
| 1973/74 | SV Hohenfurch         | I V. |
| 1974/75 | SC Reichersbeuern (?) | V.   |
| 1975/76 | EV Pegnitz            | V.   |
| 1976/77 | TSV Königsbrunn       | V.   |
| 1977/78 | TSV Farchant          | V.   |
| 1978/79 | EA Schongau           | V.   |
| 1979/80 | SV Bayreuth           | V.   |
| 1980/81 | SC Reichersbeuern     | V.   |
| 1981/82 | ERSC Amberg           | V.   |
| 1982/83 | ESV Burgau            | V.   |
| 1983/84 | EV Dingolfing         | V.   |
| 1984/85 | EC Hedos München      | V.   |
| 1985/86 | EV Bad Wörishofen     | V.   |
| 1986/87 | EV Pegnitz            | V.   |
| 1987/88 | VFL Waldkraiburg      | V.   |

| Saison  | Bayerischer – Meister  | Liga |
| ------- | ---------------------- | ---- |
| 1988/89 | EHC Bad Reichenhall    | V.   |
| 1989/90 | ERV Schweinfurt        | V.   |
| 1990/91 | EV Bad Wörishofen      | V.   |
| 1991/92 | ETC Crimmitschau       | V.   |
| 1992/93 | EC Pfaffenhofen        | V.   |
| 1993/94 | ESC Dorfen             | V.   |
| 1994/95 | Wanderers Germering    | I V. |
| 1995/96 | ESC Dorfen             | I V. |
| 1996/97 | ESV Bayreuth           | I V. |
| 1997/98 | ESC München            | I V. |
| 1998/99 | EHC Memmingen          | V.   |
| 1999/00 | ERV Schweinfurt        | V.   |
| 2000/01 | Höchstadter EC         | V.   |
| 2001/02 | EA Schongau            | V.   |
| 2002/03 | EHC München 98         | I V. |
| 2003/04 | Starbulls Rosenheim    | I V. |
| 2004/05 | EV Landsberg 2000      | I V. |
| 2005/06 | Höchstadter EC         | I V. |
| 2006/07 | EHF Passau Black Hawks | I V. |
| 2007/08 | EHC Waldkraiburg       | I V. |

| Saison  | Bayerischer – Meister | Liga |
| ------- | --------------------- | ---- |
| 2008/09 | ERV Schweinfurt       | I V. |
| 2009/10 | TEV Miesbach          | I V. |
| 2010/11 | ERC Sonthofen         | I V. |
| 2011/12 | ERV Schweinfurt       | I V. |
| 2012/13 | EHC Bayreuth          | I V. |
| 2013/14 | ERC Sonthofen         | I V. |
| 2014/15 | EV Lindau             | I V. |
| 2015/16 | EHC Waldkraiburg      | I V. |
| 2016/17 | ECDC Memmingen        | I V. |
| 2017/18 | Höchstadter EC        | I V. |
| 2018/19 | EV Füssen             | I V. |
| 2019/20 | TEV Miesbach          | I V. |
| 2020/21 | nicht ausgespielt     | I V. |
| 2021/22 | EHC Klostersee        | I V. |
| 2022/23 | EHC Königsbrunn       | I V. |
| 2023/24 | EHC Königsbrunn       | I V. |
| 2024/25 | TSV Erding            | I V. |
| 2025/26 |                       | I V. |
| 2026/27 |                       | I V. |
| 2027/28 |                       | I V. |

### Spielklassenverlauf
Viertklassig von Gründung bis 1974 – Fünftklassig von 1974/75 bis 1994 – Viertklassig von 1994/95 bis 1998 – Fünftklassig von 1998/99 bis 2002 – Vierte Spielklasse wieder seit 2002/03

## Natureis-Bayernliga
1968 wurde die Bayernliga als höchste Spielklasse im BEV oberhalb der Landesliga eingeführt, an welcher Mannschaft mit Natureis- und Kunsteisstadien teilnehmen konnten. Bis 1975 war der Aufstieg in die Ligen des DEB – je nach Ausschreibung – aus der Bayernliga wie auch aus der Landesliga möglich.
Im Herbst 1974 wurde zur Saison 1975/76 die Einführung von speziellen Kunsteis-Ligen beschlossen, dabei wurde aus der bisherigen Bayernliga die Natureis- und die Kunsteis-Bayernliga. Mannschaften mit Natureisstadien konnten an der Kunsteis-Ligen teilnehmen, wenn sie ihre Spiele in Kunsteis-Stadien austrugen. Ab 1975 war der Aufstieg in die Ligen des DEB nur noch aus der Kunsteis-Bayernliga möglich.
Zeitweise bestand auch eine Natureis-Landesliga als Unterbau der Bayernliga.
1987 wurde der Spielbetrieb der Natureis-Bayernliga eingestellt.
- 1975/76 ESV Türkheim
- 1977/78 TV Lindenberg
- 1978/79 SC Reichersbeuern
- 1979/80 ESV Bad Bayersoien
- 1980/81 SV Apfeldorf
- 1984/85 ESV Bad Bayersoien
- 1985/86 SC Gaißach
- 1986/87 MTV Dießen

### Bayerische Natureismeisterschaft
In der Saison 1972/73 wurde eine Bayerische Meisterschaft der Natureismannschaften ausgespielt, die vom SV Hohenfurch gewonnen wurde.

## Modus (historisch)
| Vorrunde               | Nachdem alle Mannschaften in der Vorrunde eine Einfachrunde absolvierten, wurden - die Mannschaften auf Platz 1, 4, 5, 8 und 9 in die Zwischenrunde A; - die Mannschaften auf Platz 2, 3, 6, 7 und 10 in die Zwischenrunde B und - die Mannschaften auf Platz 11 bis 14 in die Abstiegsrunde, eingeteilt.                                           |
| Zwischenrunde          | Nach einer Einfachrunde nehmen die Mannschaften auf Platz 1 bis 4 Gruppe A und B an den Play-offs teil. |
| Meisterschafts-Playoff | Der Sieger der Meisterschafts-Play-offs, die - im Viertelfinale im Modus „Best of Five“ - im Halbfinale im Modus „Best of Three“ - im Finale im Modus „Best of Five“ ausgetragen wurde, ist als Meister berechtigt an den Aufstiegsspielen zur Oberliga Süd teilzunehmen – falls dieser nicht zugelassen wird, ist der Vizemeister dazu berechtigt. |
| Abstiegsrunde          | In der Runde, die als Doppelrunde ausgespielt wurde, wurde der sportlichen Direktabsteiger in die Landesliga und der Vorletzte, der an der Relegation mit dem Vizemeister der Landesliga teilnahm, ermittelt. |
| Relegation             | In der Relegation mit der Landesliga spielte der ermittelte Teilnehmer der Bayernliga gegen den Zweitplatzierten der Landesliga im Modus „Best of Three“ um die sportliche Qualifikation für die Bayernliga 2016/17. |

| Vorrunde               | Nachdem alle Mannschaften in der Vorrunde eine Doppelrunde absolvierten, wurden - die Mannschaften auf Platz 1 bis 5 in die Zwischenrunde A, - die Mannschaften auf Platz 6, 9, 10 und 13 in die Zwischenrunde B und - die Mannschaften auf Platz 7, 8, 11 und 12 in die Zwischenrunde C eingeteilt, wo erneut eine Einfachrunde ausgespielt wurde. |
| Zwischenrunde          | Die Mannschaften der Zwischenrunde A und die Sieger der Zwischenrunde B und C qualifizierten sich direkt für die Meisterschaftsplayoffs, während die Mannschaften auf Platz 2 der Gruppe B und der Gruppe C in einer Qualifikationsrunde im Modus „Best of Three“ den letzten Teilnehmer daran ausspielten – für die Verlierermannschaften war die Saison beendet. Die Mannschaften auf Platz 3 und 4 der Zwischenrunde B und C nehmen an Abstiegsplaydowns teil. |
| Meisterschafts-Playoff | Der Sieger der Meisterschafts-Play-offs, die - im Viertelfinale im Modus „Best of Five“ - im Halbfinale im Modus „Best of Three“ - im Finale im Modus „Best of Five“ ausgetragen wurde, ist als Meister berechtigt an den Aufstiegsspielen zur Oberliga Süd teilzunehmen – falls dieser nicht zugelassen wird, ist der Vizemeister dazu berechtigt. |
| Abstiegsplaydowns      | In den Abstiegsplaydowns spielten - in der ersten Runde die Mannschaften auf Platz 3 überkreuz gegen die Mannschaften auf Platz 4 nach dem Modus „Best of Three“, wo bei sich die Sieger für die Bayernliga 2015/16 sportlich qualifizierten; - in der zweiten Runde spielten die Verlierer aus der ersten Runde nach dem Modus „Best of Three“ gegeneinander, wobei der Sieger sich für die Bayernliga 2015/16 sportlich qualifizierte und der Verlierer an der Relegation mit der Landesliga teilnahm. In der Relegation mit der Landesliga spielte der Verlierer der Abstiegsplayoffs gegen den Zweitplatzierten der Landesliga im Modus „Best of Three“ um die sportliche Qualifikation für die Bayernliga 2015/16. |

| Vorrunde               | 16 Mannschaften spielten in der Vorrunde eine Einfachrunde aus. Anschließend spielten die besten acht Mannschaften in einer Zwischenrunde. |
| Obere Zwischenrunde    | Die Zwischenrunde wurde in zwei Gruppen zu vier Mannschaften, ausgespielt, die Halbfinalteilnehmer für die Meisterschaftsplayoffs ausgespielt. |
| Meisterschaftsplayoffs | Dabei spielten nach Ende der Zwischenrunde im Halbfinale die jeweils beiden Bestplatzierten über Kreuz, d. h. der Erste der Gruppe A traf auf den Zweiten der Gruppe B und umgekehrt. Das Halbfinale wurde im Modus Best-of-Three ausgetragen. Die beiden Finalisten trugen das Finale um die Bayerische Meisterschaft im Modus Best of Five aus. Die beiden unterlegenen Mannschaften ermittelten im Spiel um Platz 3 im Modus Best of Three den Drittplatzierten aus. Im Falle einer Nichtbewerbung oder einer Nichtlizenzierung des Meisters konnte sich der Vizemeister für die Aufstiegsspiele bewerben. |
| Untere Zwischenrunde   | Die Mannschaften auf den Plätzen 9 bis 16 spielten ebenfalls in zwei Gruppen zu vier Mannschaften eine Zwischenrunde aus. Während die jeweiligen Gruppenletzten sportlich in die Landesliga abstiegen, spielten die beiden vorletzten im Playoffmodus „Best of Five“ die Endplatzierungen 13 und 14 aus. |

| Vorrunde               | Die Vorrunde wurde als Einfachrunde ausgespielt. |
| Zwischenrunde          | Anschließend spielten die ersten 10 Mannschaften in zwei Gruppen zu fünf Mannschaften eine Zwischenrunde auf. |
| Meisterschaftsplayoffs | Die beiden bestplatzierten beider Gruppen spielten anschließend die Meisterschaftsplayoffs aus. |
| Abstiegsrunde          | Die letzten vier Mannschaften nach der Vorrunde spielten die Abstiegsrunde aus, nach der die letztplatzierte Mannschaft zusätzlich zur zurückgezogenen Mannschaften von ESV Königsbrunn sportlich in die Landesliga abstieg. Im Gegensatz zur Vorsaison mussten ab der Saison 2012/13 Mannschaften, die nach einem sportlichen Abstieg in der nachfolgenden Saison trotz der Verpflichtung zum Nachrücken nicht an der Liga teilnehmen wollten, dies schriftlich gegenüber dem Verband erklären. |

## Ewige Tabelle der BEL (2003–2016)
(Die Punkte für die Saisonen 2003–2008 sind nach der 3-Punkte-Regel umgerechnet.)
| 2003 bis 2016            |                      |      |     |     |    |     |           |      |        |      |
| Platz                    | Team                 | Spzt | Sp  | S   | U  | N   | Tore      | Diff | Punkte | P/Sp |
| ------------------------ | -------------------- | ---- | --- | --- | -- | --- | --------- | ---- | ------ | ---- |
| 1                        | EHC Waldkraiburg     | 12   | 346 | 202 | 9  | 134 | 1545:1134 | 411  | 618    | 1,79 |
| 2                        | ERC Sonthofen        | 11   | 326 | 184 | 23 | 119 | 1421:1065 | 356  | 581    | 1,78 |
| 3                        | TSV Peißenberg       | 12   | 346 | 187 | 15 | 144 | 1426:1238 | 188  | 578    | 1,67 |
| 4                        | EC Pfaffenhofen      | 13   | 376 | 184 | 13 | 179 | 1586:1556 | 30   | 566    | 1,51 |
| 5                        | ECDC Memmingen       | 11   | 316 | 173 | 16 | 127 | 1327:1098 | 229  | 542    | 1,72 |
| 6                        | ESC Dorfen           | 13   | 376 | 172 | 25 | 179 | 1448:1452 | −4   | 538    | 1,43 |
| 7                        | Höchstadter EC       | 10   | 286 | 159 | 11 | 116 | 1237:1095 | 142  | 480    | 1,68 |
| 8                        | TSV Erding           | 7    | 210 | 126 | 19 | 65  | 911: 677  | 234  | 391    | 1,86 |
| 9                        | TEV Miesbach         | 7    | 196 | 124 | –  | 72  | 813:575   | 238  | 369    | 1,93 |
| 10                       | ESV Buchloe          | 8    | 226 | 118 | –  | 108 | 837:810   | 27   | 353    | 1,56 |
| 11                       | ERV Schweinfurt      | 6    | 180 | 118 | 10 | 52  | 880: 599  | 281  | 348    | 1,93 |
| 12                       | ESV Königsbrunn*     | 8    | 240 | 91  | 24 | 125 | 831:1002  | −171 | 292    | 1,22 |
| 13                       | Wanderers Germering  | 10   | 286 | 89  | 13 | 184 | 901:1274  | −373 | 286    | 1,00 |
| 14                       | EV Lindau            | 6    | 166 | 82  | –  | 84  | 659:588   | 71   | 258    | 1,55 |
| 15                       | EHC Bayreuth         | 4    | 116 | 83  | –  | 33  | 557: 342  | 215  | 250    | 2,16 |
| 16                       | TuS Geretsried*      | 3    | 90  | 50  | 9  | 31  | 384: 282  | 102  | 159    | 1,77 |
| 17                       | VER Selb             | 3    | 90  | 50  | 4  | 36  | 419: 329  | 90   | 156    | 1,73 |
| 18                       | EV Landsberg 2000*   | 2    | 60  | 49  | 6  | 5   | 364: 146  | 218  | 153    | 2,55 |
| 19                       | EV Moosburg          | 4    | 106 | 49  | –  | 57  | 430:479   | −49  | 148    | 1,40 |
| 20                       | SVG Burgkirchen*     | 4    | 120 | 43  | 12 | 65  | 457: 615  | −158 | 141    | 1,18 |
| 21                       | EV Pegnitz           | 4    | 116 | 40  | 16 | 60  | 446:509   | −63  | 137    | 1,18 |
| 22                       | EA Schongau          | 4    | 120 | 37  | 15 | 68  | 362: 501  | −139 | 129    | 1,08 |
| 23                       | EHC 80 Nürnberg      | 6    | 170 | 38  | 5  | 127 | 446: 941  | −495 | 118    | 0,69 |
| 24                       | 1. EV Weiden         | 2    | 60  | 37  | –  | 23  | 282: 217  | 65   | 111    | 1,85 |
| 25                       | EV Fürstenfeldbruck  | 4    | 120 | 34  | 9  | 77  | 378: 550  | −172 | 111    | 0,93 |
| 26                       | Deggendorfer SC      | 2    | 60  | 32  | 13 | 15  | 244: 198  | 46   | 109    | 1,82 |
| 27                       | EV Dingolfing        | 4    | 120 | 32  | 5  | 83  | 368: 643  | −275 | 106    | 0,88 |
| 28                       | Starbulls Rosenheim  | 1    | 30  | 26  | 1  | 3   | 200: 65   | 135  | 79     | 2,63 |
| 29                       | HC Landsberg         | 2    | 50  | 26  | –  | 24  | 177:188   | −11  | 74     | 1,48 |
| 30                       | EHF Passau           | 1    | 30  | 22  | 3  | 5   | 137: 60   | 77   | 69     | 2,30 |
| 31                       | Augsburger EV*       | 2    | 60  | 17  | 5  | 38  | 216: 279  | −63  | 56     | 0,93 |
| 32                       | EV Regensburg        | 1    | 30  | 18  | –  | 12  | 121: 86   | 35   | 52     | 1,73 |
| 33                       | EV Pfronten          | 4    | 120 | 15  | 6  | 99  | 302: 717  | −415 | 51     | 0,43 |
| 34                       | EC Ulm/Neu-Ulm 2000* | 2    | 60  | 13  | 6  | 41  | 128: 250  | −122 | 45     | 0,75 |
| 35                       | EHC Mitterteich      | 1    | 30  | 14  | –  | 16  | 121: 131  | −10  | 44     | 1,47 |
| 36                       | ERSC Ottobrunn       | 2    | 60  | 11  | 8  | 41  | 150: 312  | −162 | 41     | 0,68 |
| 37                       | ERC Lechbruck        | 1    | 30  | 6   | 4  | 20  | 91: 165   | −74  | 22     | 0,73 |
| 38                       | ESC Geretsried       | 1    | 26  | 4   | -  | 22  | 82: 144   | −62  | 14     | 0,54 |
| 39                       | TSV Trostberg        | 1    | 30  | 4   | 1  | 25  | 88: 196   | −108 | 13     | 0,43 |
| 40                       | ERC Regen            | 1    | 30  | 3   | –  | 27  | 59: 190   | −131 | 10     | 0,33 |
| 41                       | ESC Hassfurt         | 1    | 30  | 4   | –  | 26  | 71: 204   | −133 | 9      | 0,30 |
| *) Vereinsteam aufgelöst |                      |      |     |     |    |     |           |      |        |      |